# Toni Braxton (album)
Toni Braxton är debutalbumet av den amerikanska sångaren Toni Braxton, utgivet 13 juli 1993 av LaFace och Arista Records.

## Bakgrund och inspelning
"Jag mådde uselt, men dom tyckte jag skulle ta skivkontraktet. Hade dom känt sig arga eller sårade vet jag inte vad jag hade gjort." 
Under 1980-talet inledde Toni Braxton sin musikkarriär i gruppen The Braxtons som förutom Toni bestod av systrarna Traci, Towanda, Trina och Tamar Braxton. Låten "Good Life" släpptes som singel men gruppens förhoppningar om kommersiella framgångar och genombrott uteblev. Utgivningen uppmärksammades dock av skivbolagschefen L.A. Reid och producenten Babyface som precis grundat skivbolaget LaFace Records. Till systrarnas besvikelse ville de bara erbjuda Toni ett skivkontrakt. Efter en tids övervägande tackade hon ja trots skuldkänslor över att lämna sin syskongrupp.
1991 blev Braxton den första kvinnan att skriva på för LaFace och fick sedermera titeln "First Lady of LaFace". Hon introducerades till allmänheten med "Love Shoulda Brought You Home", en låt som gavs ut som singel från det uppmärksammade soundtrackalbumet till filmen Boomerang 1992. "Love Shoulda Brought You Home" slog igenom på bred front (både på R&B- och pop-marknaden) och ökade förväntningarna på Braxtons debutalbum. Framgången och uppmärksamheten med debutsingeln köpte Braxton och LaFace tid att förverkliga policyn att skapa "kvalitets musik". Arbetet på albumet tog fart i november samma år. Braxton medgav att det var "lite läskigt" att arbeta med Reid och Babyface då de jobbade med "de bästa av de bästa". Sångaren tilläts ha stort kreativt inflytande i studion.

## Musik och låttexter
Inför inspelningen av albumet frågade Reid och Babyface hur Braxton ville att hennes debut skulle låta. Braxton klargjorde att hon ville sjunga om den "realistiska sidan av kärlek". I en intervju med tidskriften Ebony Magazine förklarade sångaren: "På det här albumet hör man att Toni Braxton är en kvinna som varit med om en del saker. En del riktigt jobbiga grejer som lidit av. Men på samma gång känner jag att jag blivit en bättre kvinna av det."
"Jag anser mig själv vara en talesperson för kvinnor i USA och hela världen för oberoende vilken hudfärg så har alla kvinnor upplevt det jag sjunger om." 
Toni Braxton inleds med "Another Sad Love Song" en R&B-ballad med oregelbundna, kraftiga trumslag som komponerades av Reid, Babyface och Simmons. "Seven Whole Days" skrevs och producerades av Reid och Babyface. I midtempokompositionen - som innehåller element av jazzmusik - sjunger Braxton "Seven whole days and not a word from you/ Seven whole nights and I'm just about through". Braxton hjälpte till att skriva "Best Friend", albumets elfte spår som producerades av Ernesto Phillips. I en intervju avslöjade sångaren att låten hämtade inspiration från en verklig händelse. Hon förklarade: "Jag gjorde slut med en kille som min bästa vän började dejta direkt efter. Det var precis som om hon sa: 'Nu när du är färdig är det min tur [...] Det gjorde ont."

## Mottagande
Braxton medgav att hon var nervös vid utgivningen av albumet då hon inte visste hur det skulle mottas av allmänheten. Tidskriften Ebony hyllade albumets innehåll som beskrevs som "rikt". Allmusic-skribenten Ron Wynn hyllade Toni Braxton som han beskrev som "mångsidigt" och fortsatte: "Men hon förlorar aldrig kontrollen eller är så sårad och plågad att hon tappar värdigheten. Det är ett fantastiskt tecken på hur genialiska Babyface/Reid var under skapandet; de nöjde sig inte med en definierande stämning för albumet utan skapade något så känslomässigt mångsidigt att det får både män och kvinnor att bibehålla intresset." Han lyfte fram "Another Sad Love Song", "Breathe Again" och "Love Shoulda Brought You Home" som albumets höjdpunkter. Mitchell May från tidskriften Chicago Tribune uppskattade Braxtons förmåga att förmedla känsla och djup till kompositioner. Skribenten lyfte särskilt fram "Best Friend" för att låten inte hade samma hjärtekrossande tema. Entertainment Weekly var inte lika positiva i deras recension av albumet som beskrevs som "alldagligt".

## Låtlista
| 1.           | "Another Sad Love Song"         | Babyface, Daryl Simmons                     | L.A. Reid, Babyface, Simmons | 5:01  |
| 2.           | "Breathe Again"                 | Babyface                                    | Reid, Babyface, Simmons      | 4:29  |
| 3.           | "Seven Whole Days"              | Babyface, Antonio Reid                      | Reid, Babyface, Simmons      | 6:22  |
| 4.           | "Love Affair"                   | Tim Thomas, Ted Bishop                      | Tim & Ted                    | 4:28  |
| 5.           | "Candlelight"                   | Gaylor D, John Barnes                       | Reid, Babyface, Simmons      | 4:36  |
| 6.           | "Spending My Time with You"     | Bo & McArthur                               | Bo & McArthur                | 4:08  |
| 7.           | "Love Shoulda Brought You Home" | Babyface, Simmons, Bo Watson                | Reid, Babyface, Simmons      | 4:56  |
| 8.           | "I Belong to You"               | Vassal Benford, Ronald Spearman             | Benford                      | 3:53  |
| 9.           | "How Many Ways"                 | Vincent Herbert, Toni Braxton, Philip Field | Herbert                      | 4:45  |
| 10.          | "You Mean the World to Me"      | Reid, Babyface, Simmons                     | Reid, Babyface, Simmons      | 4:53  |
| 11.          | "Best Friend"                   | Braxton, Vance Taylor                       | Ernesto Phillips, Braxton    | 4:28  |
| 12.          | "Breathe Again" (Reprise)       | Babyface                                    | Reid, Babyface, Simmons      | 1:19  |
| Total längd: | Total längd:                    | Total längd:                                | Total längd:                 | 53:18 |

| 13.          | "Give U My Heart" (Mad Ball Mix) | Watson, Babyface, Reid, Simmons | Reid, Babyface, Simmons, Herbert | 6:11  |
| Total längd: | Total längd:                     | Total längd:                    | Total längd:                     | 59:29 |

| 14.          | "Breathe Again" (Spanish Version) | Babyface     | Reid, Babyface, Simmons, K. C. Porter | 4:30  |
| Total längd: | Total längd:                      | Total längd: | Total längd:                          | 63:59 |

## Listor
| Listor (1993)                         | Topp position |
| ------------------------------------- | ------------- |
| U.S. Billboard Top R&B/Hip-Hop Albums | 1             |
| Chart (1994)                          | Peak position |
| Australian Albums Chart               | 6             |
| Dutch Albums Chart                    | 11            |
| Hungarian Albums Chart                | 39            |
| Japanese Albums Chart                 | 79            |
| New Zealand Albums Chart              | 2             |
| Norwegian Albums Chart                | 14            |
| Swedish Albums Chart                  | 24            |
| UK Albums Chart                       | 4             |
| U.S. Billboard 200                    | 1             |
| Chart (1997)                          | Peak position |
| German Albums Chart                   | 7             |

## Certifikat
| Land           | Attesterare  | Certifikat  | Försäljning |
| -------------- | ------------ | ----------- | ----------- |
| Kanada         | Music Canada | 2× platinum | 200,000     |
| Nederländerna  | NVPI         | Guld        | 30,000      |
| Storbritannien | BPI          | Guld        | 100,000     |
| USA            | RIAA         | 8× platinum | 8,000,000   |

### Engelska originalcitat
1. ↑  "I felt bad about it, but they encouraged me to take the deal," she recalls. "If they had been angry and resentful about it, I'm not sure what I would have done."[1]
2. ↑  "This album tells that Toni Braxton is a young girl who has been through some of life. [They were] hurtful experinces that really tore me up. But at the same time, they made me a better woman."[5]
3. ↑  "I consider myself a spokes person for every woman in America and all over the world, because no matter what color you are, every woman has experinced what I'm singing about."[5]